# Arco de Córdoba
El Arco de Córdoba es una obra de arte ubicada en el sector sureste de la ciudad de Córdoba, Argentina. Su origen se remonta al año 1942 durante la intendencia de Donato Latella Frías.
El diseño fue la idea del entonces intendente, Donato Latella Frias, quien estando encarcelado (24 de diciembre de 1930, luego del golpe de Estado, acusado de conspiración y sedición, por haber organizado junto a Amadeo Sabattini una contrarrevolución para restituir el estado de derecho), dibuja el escudo de la Ciudad de Córdoba dos veces y los une con un arco. 
Años más tarde siendo intendente, logra concretar su idea, encargándole la obra al arquitecto Fernando Cabanillas, por entonces empleado de la Dirección de Obras Públicas de la municipalidad.
El sitio que elige para emplazar este monumento es al ingreso de la Ciudad sobre la ruta nacional 9, dado el advenimiento del transporte automotor.
Se comienza la construcción el 25 de junio del año 1942, y se inaugura de acuerdo a lo previsto, un año después, el día 6 de julio del año 1943, aniversario de la fundación de la Ciudad Córdoba. El Arco fue inaugurado en 1943. El dibujo de la elevación original del Arco Monumental, tiene la firma del Ingeniero Olmedo. Este dibujo fue el que aprobó el Dr. Latella Frías para construir el proyecto.
Se la considera emblemática de la cultura cordobesa por su posición en el ingreso sureste, sobre la Avenida Amadeo Sabattini que es continuación de la Ruta Nacional 9.

## Características arquitectónicas
Está planteado como un típico arco de triunfo, aunque con un diseño que le hace muy característico. 
El arco es ecléctico y "extemporáneo"; ya que está conformado por dos torreones  de estilo medieval  español (con fuertes reminiscencias del arte románico)  de 6 metros de diámetro y 18,6 de altura unidos por un puente. Internamente tiene cuatro pisos, cada torreón tiene el aspecto del torreón del campo central del Escudo de la ciudad Argentina de Córdoba. La esfera que remata a cada torreón simboliza al mundo o al Universo.

## En la cultura
Históricamente los cospeles que se usan para pagar el transporte público de la ciudad han tenido lugar en una de sus caras el arco. Según el arquitecto Guillermo Irós su principal valor es la fuerza expresiva que impone y su significación social para los cordobeses.
El Colegio de Técnicos Constructores Universitarios de la Provincia de Córdoba organizó un homenaje sobre la construcción del arco y la vida profesional de Fernando Cabanillas, como graduado del programa, e instaló una placa en su honor en el arco (17 de octubre de 2011)
La Asociación Civil Monserratenses,  junto con el Colegio Nacional Monserrat, en el marco de los 325 años de la fundación de esta institución, presentaron la “Exposición de Arte y Arquitectura”, que tuvo como figura central la obra de Fernando Cabanillas, como destacado Monserratense (7 de junio de 2012).
Se hace mención del arco en la canción "Soy cordobés" del cantante y compositor  Rodrigo Bueno [ ..Soy cordobés y no me importa si es gorda
Como el Arco de Córdoba, la quiero para bailar.. ].